# چقاماهی (طایفه چولک)
چقاماهی یکی از روستاهای استان ایلام است که در دهستان نبوت بخش مرکزی شهرستان ایوان واقع شده‌است. مردمان این روستا به زبان کردی کلهری صحبت می‌کنند. و از طایفه چولک ایوان کلهر می باشند. نام دیگر این روستا لاتیل یا لاتها می باشد .
مردمان این روستا از چندین هوز(خانواده بزرگ)می باشند
طایفه چولک (čulæk)
طايفه اي است كه در دو قرن اخير تشكيل شده است. معمرين محل ميگويند كه اين طايفه اوايل سلسله قاجاريه شكل و ريشه گرفته است. چون پس از اسكان تيره ها و طايفه هاي مختلف در سرزمين خالي از سكنه و بدون مالك، نام «چوله ك» بر آنها نهادند.
نام« چوله ك» از دو كلمه مجزا از هم تشكيل شده است: (چول= خالي) و (له ك = منطقه،ناحيه)كه در اصل منطقه خالي معني مي دهد.
تيره هاي اين طايفه عبارتند از :
لات(lāt)، بنده سر(bændæsær)، ساتيان(sātiyān)، نه رگسي(nærgesi)، شاله شوري(šālæšuri)، وينت(weneit)، رستم خاني(rostæmxāni)، سه رتنگ(særtæng) عليا و سفلي، باویل(bāweil)، جوخان(juxān) عليا و سفلي، كه لان(kælān)، ميوانه(miwānæ)، حصار شاوه(hsāre šāwæ)، بلي ين(bæliein).